# 泰齐
泰齐（羅馬化：Taytsy）是俄罗斯列宁格勒州的市级镇，属加特契纳区，地处列宁格勒州西部，位于加特契纳北偏西、圣彼得堡西南方。镇内设有同名铁路车站。
1500年首次提及，称斯泰夏（Стаища）村，之后在各种地图资料中也被记载为泰茨科耶（Тайцкое）、泰察（Тайца）等名称。1960年设市级镇。该地2021年人口有2,817人；2010年人口2,853；2002年人口2,644；1989年人口2,929。